# Bulson
Bulson is een gemeente in het Franse departement Ardennes in de regio Grand Est en telt 133 inwoners (2018). De plaats maakt deel uit van het arrondissement Sedan.

## Geschiedenis
De gemeente maakte deel uit van het kanton Raucourt-et-Flaba tot dit op 22 maart werd opgeheven en gemeenten werden opgenomen in het kanton Vouziers.

## Geografie
De oppervlakte van Bulson bedraagt 6,4 km², de bevolkingsdichtheid is 19,2 inwoners per km².
De onderstaande kaart toont de ligging van Bulson met de belangrijkste infrastructuur en aangrenzende gemeenten.

## Demografie
Onderstaande figuur toont het verloop van het inwonertal (bron: INSEE-tellingen).
Vanwege een beveiligingsprobleem met de MediaWiki Graph-software is het momenteel niet mogelijk deze grafiek weer te geven. Zodra de software is bijgewerkt zal de grafiek vanzelf weer zichtbaar worden.

## Geschiedenis
Bulson was de locatie waar op een cruciale frontsector op 13 mei 1940 tijdens Fall Gelb een Frans regiment in paniek geraakte door geruchten en wegvluchtte: de beruchte "Paniek van Bulson". Op 14 mei vond er een tankslag plaats.